# Polydactylus
Polydactylus ist die mit 20 Arten artenreichste Gattung der Fadenflosser. In ihrem Verbreitungsgebiet, den tropischen und subtropischen Regionen aller Ozeane, sind sie vielerorts auch fischereilich bedeutend. Typusart ist Polydactylus plumierii, diese Art wird heute allerdings als Synonym von Polydactylus virginicus betrachtet.

## Beschreibung
Diese Gattung umfasst sowohl schlanke als auch etwas hochrückige Arten. Ihre Körperlänge liegt etwa zwischen 10 und 20 Zentimeter bis über einen Meter, neben Eleutheronema tetradactylum ist der Fingerfisch, ein Vertreter der Gattung, mit seiner Maximallänge von etwa zwei Metern der größte Fadenflosser. Die meisten Arten werden etwa 30 bis 40 Zentimeter lang. Die Grundfärbung der Haut ist meist silbrig bis gräulich. Der ganze Körper, auch der Kopf, ist von großen, schwach gezähnten Kammschuppen bedeckt. Vorn am kopf sitzt eine vorstehende „Schnauze“, unter der sich das unterständige Maul befindet, das mit mehreren Reihen feiner Zähne versehen ist. Polydactylus-Arten besitzen große Augen, deren Durchmesser stets größer ist als die Schnauzenlänge. Sie besitzen ausgeprägte Fettlider. Die Brustflossen setzen deutlich unterhalb der Körpermitte an. Sie bestehen aus 12 bis 18 Weichstrahlen. Ebenfalls zur Brustflosse gehören die vier bis neun langen „Fühler“, die kennzeichnend für die Familie sind und ihr ihren Namen gaben. Diese Fadenförmigen Fortsätze sind nichts anderes als umgebildete vordere Brustflossenstrahlen, die mit Sinneszellen besetzt sind und dem Fisch helfen, den Grund nach Nahrung abzutasten. Die paarigen Bauchflossen sind brustständig. Erste und zweite Rückenflosse sind deutlich getrennt, erstere besteht stets aus 8 Stachelstrahlen, letztere aus einem Stachelstrahl und 11 bis 15 Weichstrahlen. Die Afterflosse steht der zweiten Rückenflosse an der Körperunterseite gegenüber und besteht aus drei Stachelstrahlen sowie 10 bis 18 Weichstrahlen. Die Länge ihres Ansatzes ist stets geringer als die Kopflänge. Die Arten der Gattung besitzen eine große, tief gegabelte Schwanzflosse. Über der Seitenlinie befinden sich fünf bis elf, unterhalb 8 bis 16 Schuppenreihen. Ihre Wirbelsäule besteht aus 14 Wirbeln. Manche Arten haben eine Schwimmblase, manche keine.

## Verbreitung, Lebensraum und Lebensweise
Polydactylus-Arten sind in vielen tropischen und subtropischen Bereichen aller Ozeane vertreten. Die allermeisten Arten sind im Indopazifik heimisch, nur zwei ostpazifische und vier atlantische Arten sind bekannt. Sie bewohnen sandige und schlammige Sedimentböden vom sehr flachen Wasser bis in 150 Meter Tiefe. Polydactylus macrophthalmus aus Sumatra lebt als einzige Art im Süßwasser. Auf dem Grund suchen sie mithilfe ihrer „Fühler“ nach Krebsen und kleinen Fischen. Ihr ausgeprägter Tastsinn ist für sie von besonderer Bedeutung, da sie oft im trüben Wasser leben, wo sie sich bei der Nahrungssuche nicht auf ihre Augen verlassen können. Von manchen Arten ist bekannt, dass sie proterandrisch sind, das heißt, Jungfische sind zunächst männlich und werden im Laufe ihres Wachstums zu Weibchen.

## Nutzung
Die Gattung Polydactylus ist für die Fischerei in den Tropen eine der wichtigsten, besonders in Asien. Einige Arten gelten als gute Speisefische. Aus Körperteilen mancher Arten wird Fischleim gewonnen, so etwa bei Polydactylus tetradactylus. Einige Arten, zum Beispiel Polydactylus quadrifilis und Polydactylus macrochir, sind unter Sportfischern begehrt. Polydactylus sexifilis wird auf Hawaii in Aquakultur gehalten.

## Systematik

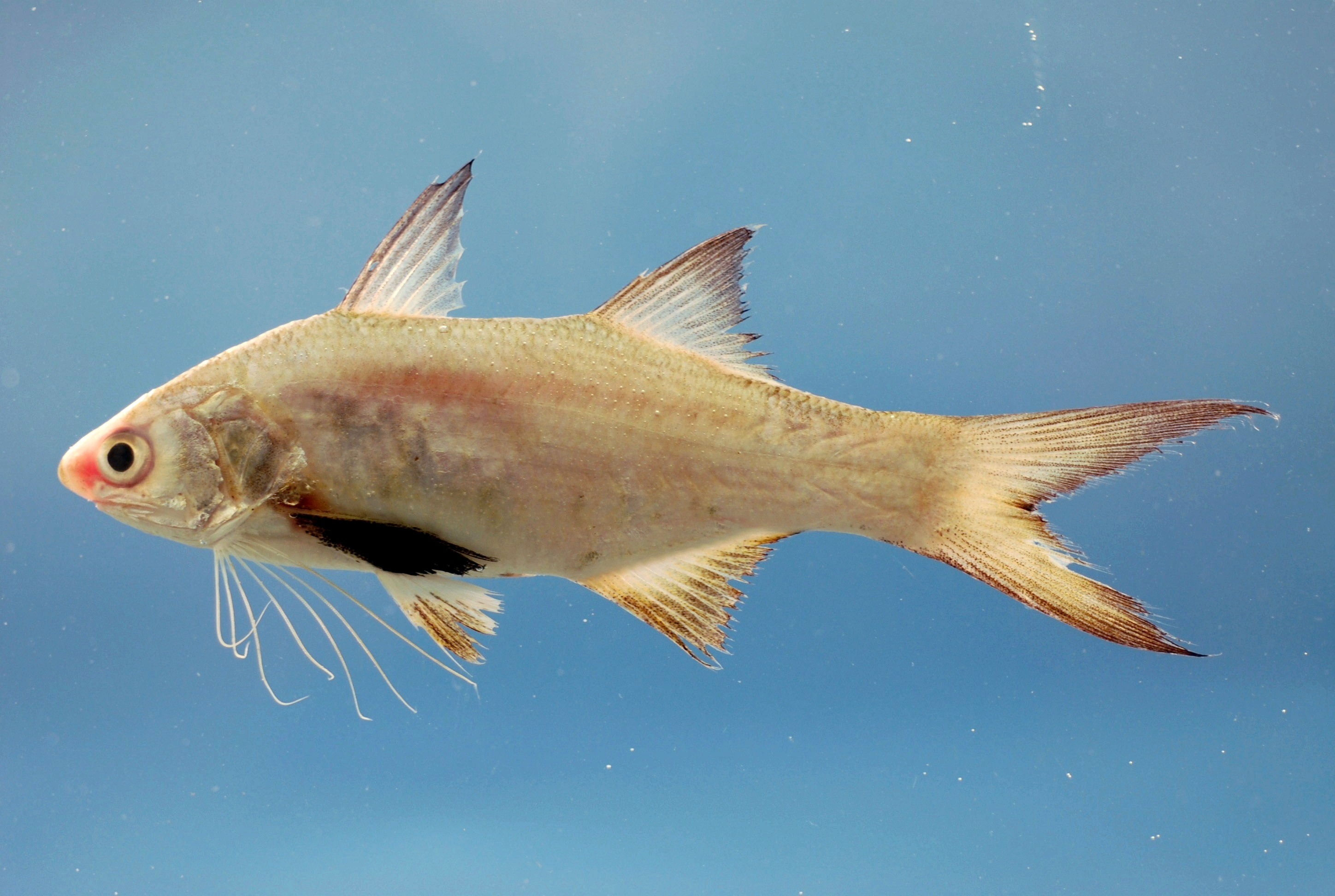
Polydactylus octonemus

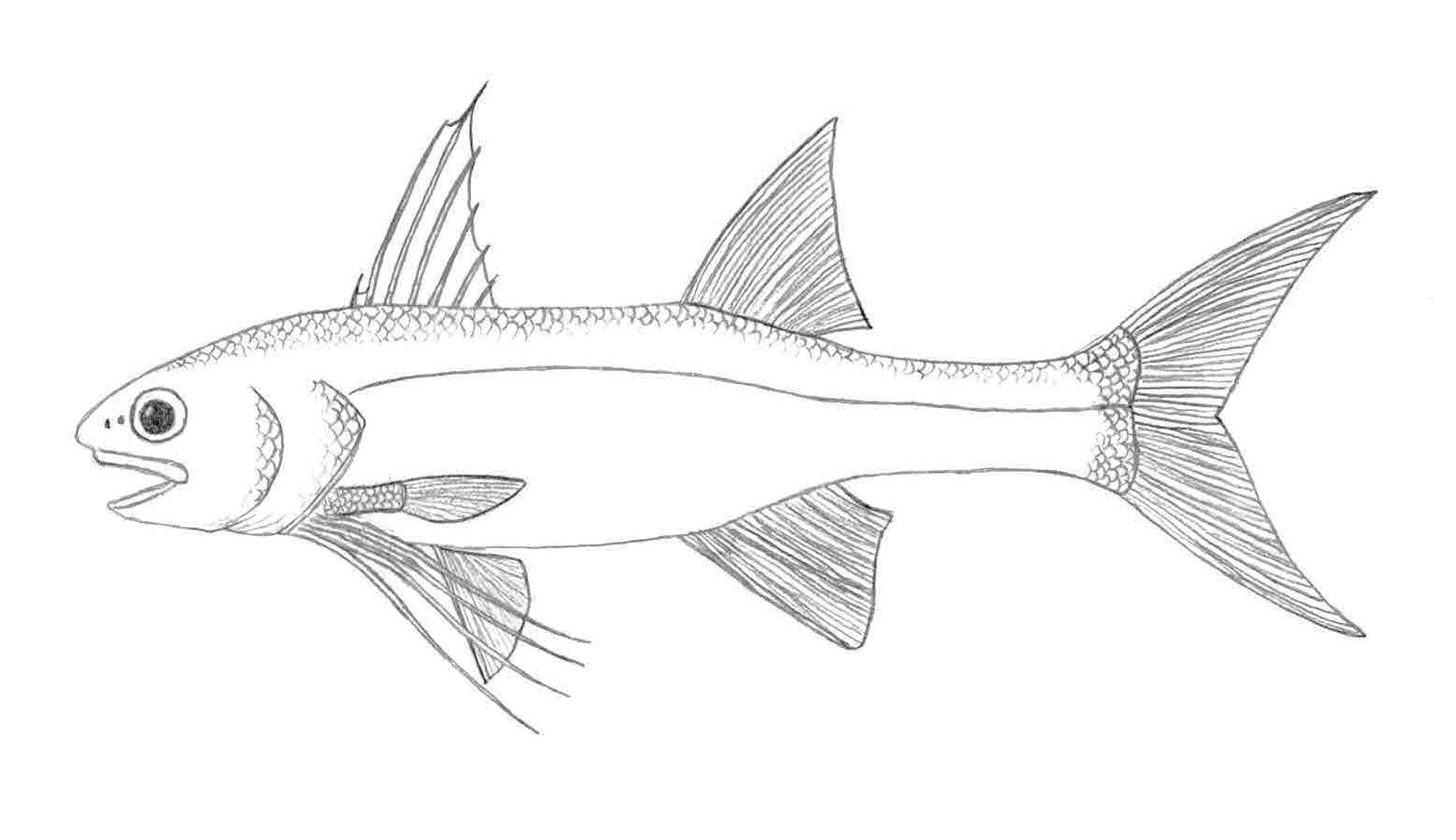
Fingerfisch (Polydactylus quadrifilis)

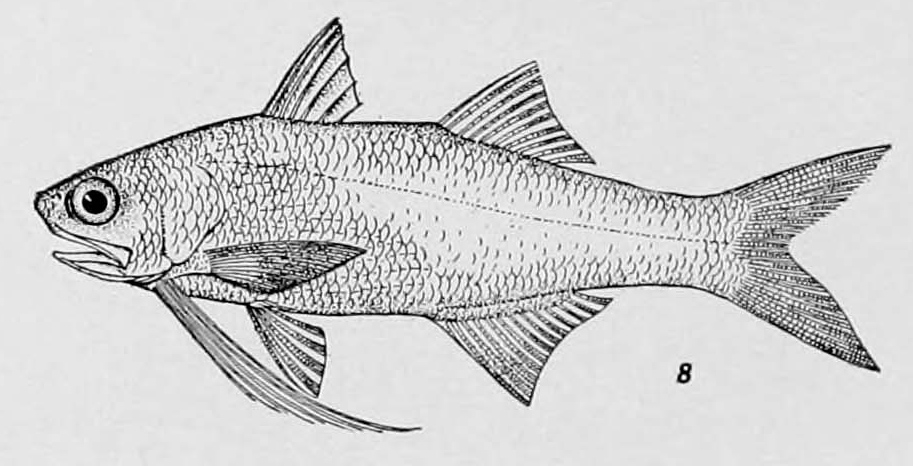
Polydactylus virginicus

Die Gattung umfasst 20 Arten und stellt damit die Artenreichste innerhalb der Familie der Fadenflosser dar.
- Polydactylus approximans (Lay & Bennett, 1839).
- Polydactylus bifurcus Motomura, Kimura & Iwatsuki, 2001.
- Polydactylus longipes Motomura, Okamoto & Iwatsuki, 2001.
- Polydactylus macrochir (Günther, 1867).
- Polydactylus macrophthalmus (Bleeker, 1858).
- Polydactylus malagasyensis Motomura & Iwatsuki, 2001.
- Polydactylus microstomus (Bleeker, 1851).
- Polydactylus mullani (Hora, 1926).
- Polydactylus multiradiatus (Günther, 1860).
- Polydactylus nigripinnis Munro, 1964.
- Polydactylus octonemus (Girard, 1858).
- Polydactylus oligodon (Günther, 1860).
- Polydactylus opercularis Seale & Bean, 1907.
- Polydactylus persicus Motomura & Iwatsuki, 2001.
- Polydactylus plebeius (Broussonet, 1782).
- Fingerfisch (Polydactylus quadrifilis) (Cuvier, 1829).
- Polydactylus sexfilis (Valenciennes, 1831).
- Polydactylus sextarius (Bloch & Schneider, 1801).
- Polydactylus siamensis Motomura, Iwatsuki & Yoshino, 2001.
- Polydactylus virginicus (Linnaeus, 1758).

Polydactylus ist keine monophyletische Gattung, sondern ist mit allen anderen Fadenflossergattungen mit Ausnahme der basalen Gattung Pentanemus polyphyletisch tief verschachtelt. Monophyletisch ist nur eine kleine Gruppe um die Typusart Polydactylus virginicus zu der außerdem P. approximans, P. octonemus, P. oligodon und P. opercularis gehören.